# Clemen
Clemen (latino: Clemens; inglese: Clement; attorno al 580) regnò sulla Dumnonia.
Cynegils, re del Wessex, invase nel 614 la Dumnonia, approfittando della morte di re Bledric.
Sembra che i suoi eserciti abbiano ucciso 2.065 uomini nella battaglia di Beandun (Bindon, nel Devon). Il figlio di Bledric, Clemen, fu sconfitto e costretto a ritirarsi di nuovo a Caer-Uisc (nell'Exeter). In seguito fu assediato là da re Penda della Mercia, ma il sovrano supremo
Cadwallon giunse per sconfiggerlo. I tre strinsero un'alleanza e marciarono contro gli eserciti della Northumbria, che avevano invaso il Gwynedd. Il nome Clemen potrebbe infatti essere una corruzione di Glywys e quindi potrebbe trattarsi di re Glwys Cernyw.
Generalmente è considerato leggendario.